# Коронадо (військово-морська база)
Не варто плутати з військово-морською амфібійною базою «Коронадо», що входить до складу ВМБ Коронадо
Військово-морська база Коронадо (англ. Naval Base Coronado, (NBC) — діюча об'єднана військово-морська база Військово-морських сил США, розташована на узбережжі бухти Сан-Дієго поблизу однойменного міста в південній Каліфорнії. База охоплює вісім військових інсталяцій, що простягаються на просторі від острова Сан-Клементе, який лежить за 120 км на захід від Сан-Дієго, штат Каліфорнія, в окрузі Лос-Анджелес, штат Каліфорнія, до гірського тренувального табору імені Майкла Монсура та табору Морена, розташованого за 100 км на схід від Сан-Дієго.
У 1997 році була створена військово-морська база Коронадо, яка об'єднувала вісім окремих військово-морських об'єктів під командуванням одного командира. Ці об'єкти включають: базу військово-морської авіації Норд-Айленд (NASNI); морську амфібійну базу Коронадо (NAB); військовий полігон ВМС Імперіал-Біч (NOLFIB); морський амфібійний полігон Сан-Клементе (NALFSCI); тренувальний комплекс Сілвер-Стренд (SSTC); навчальний центр гірської підготовки імені М.Мансура (MWTCMM); Кемп-Морена; і місце дистанційного навчання, Ворнер-Спрінгз (RTSWS).
Ці вісім об'єктів охоплюють понад 57 000 акрів (230 км2) і роблять NBC найбільшою військовою інсталяцією у південно-західному регіоні США.
На базі Коронадо сукупно перебуває понад 36 000 військових і цивільних працівників, нараховуючи понад 30 % загальної кількості робочої сили регіону, і має найбільшу робочу силу в окрузі Сан-Дієго.